# Say What You Want
Say What You Want est une chanson du groupe écossais Texas et le premier single extrait de son quatrième album studio White on Blonde.
La chanson comprend des interpolations de Sexual Healing de Marvin Gaye et de Love... Thy Will Be Done de Martika. Sorti en janvier 1997, c'est le plus gros succès commercial du groupe, atteignant le numéro trois du UK Singles Chart. En février 2015, le single s'était vendu à 451 000 exemplaires au Royaume-Uni. Le clip vidéo d'accompagnement publié pour promouvoir le single montre la chanteuse Sharleen Spiteri dans une salle futuriste. La chanson est présentée sur leur album de 2000 The Greatest Hits.